# Fokker S-11
Il Fokker S-11 Instructor era un monomotore da addestramento biposto ad ala bassa prodotto dall'azienda olandese Fokker negli anni cinquanta.
Realizzato per equipaggiare le scuole di volo militari dell'olandese Koninklijke Luchtmacht, venne in seguito utilizzato da diverse forze aeree mondiali.
Dall'S-11 venne sviluppato anche il successivo S-12 che si differenziava sostanzialmente per l'adozione di un carrello d'atterraggio triciclo anteriore in sostituzione di quello classico con ruotino di coda adottato dal modello da cui derivava.

## Storia

### Sviluppo
Una delle prime attività intraprese dalla Fokker alla fine della seconda guerra mondiale fu quella di progettare un nuovo velivolo destinato all'addestramento dei piloti, l'S-11 Instructor.
Il prototipo venne portato in volo per la prima volta sulla pista di Schiphol il 18 dicembre 1947. Durante i primi test del 1948 si riscontrò la necessità di introdurre qualche modifica di carattere aerodinamico per migliorare le caratteristiche di volo del modello a cui seguirono diversi voli dimostrativi proponendo l'S-11 a diverse forze aeree ed ottenendo un buon successo commerciale.
La Fokker ottenne contratti per la fornitura ai propri reparti dai Paesi Bassi e, al di fuori del territorio nazionale, da Bolivia, Brasile, Israele e Paraguay.
Per la fornitura alla Força Aérea Brasileira si ricorse anche alla produzione locale affidata ad una sussidiaria Fokker.

## Esemplari attualmente esistenti
Sono numerosi gli S-11 ancora oggi in condizioni di volo. L'organizzazione olandese Fokker Four, dedicata alla conservazione del velivolo, possiede cinque esemplari che tra le altre attività utilizza durante manifestazioni aeree.

## Utilizzatori
Brasile
- Força Aérea Brasileira

operò con 100 esemplari negli anni sessanta.
 Bolivia
- Fuerza Aérea de Bolivia

operò con 8 esemplari negli anni settanta.
 Israele
- Heyl Ha'Avir

operò con 41 esemplari dal 1951 al 1957.
 Paesi Bassi
- Koninklijke Luchtmacht
- Marine Luchtvaartdienst

 Paraguay
- Fuerza Aérea Paraguaya

operò con 8 esemplari dal 1972 al 1978.

## Velivoli comparabili
Canada
- de Havilland Canada DHC-1 Chipmunk

 Italia
- Macchi M.416 (S-11 prodotto su licenza)
- Piaggio P.148

 Svezia
- Saab 91 Safir